# Tshuukisvaarri
Tshuukisvaarri är ett berg i Finland.   Det ligger i den ekonomiska regionen  Fjäll-Lappland  och landskapet Lappland, i den norra delen av landet, 900 km norr om huvudstaden Helsingfors. Toppen på Tshuukisvaarri är 490 meter över havet.
Terrängen runt Tshuukisvaarri är huvudsakligen platt.  Trakten runt Tshuukisvaarri är nära nog obefolkad, med mindre än två invånare per kvadratkilometer. Det finns inga samhällen i närheten. Omgivningarna runt Tshuukisvaarri är i huvudsak ett öppet busklandskap.